# Arhiducele Karl Ferdinand de Austria

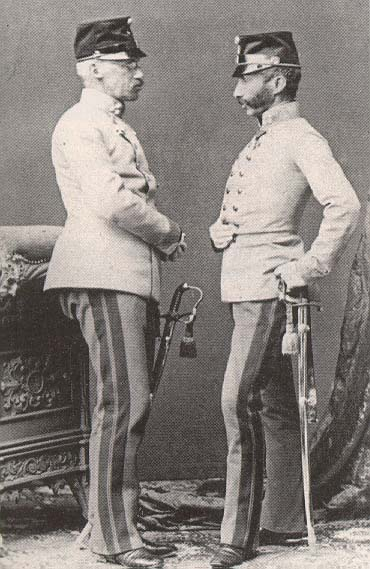
Arhiducele Karl Ferdinand (dreapta) cu fratele său mai mare Arhiducele Albert.

Arhiducele Karl Ferdinand de Austria-Teschen (29 iulie 1818 – 20 noiembrie 1874) a fost al doilea fiu al Arhiducelui Karl, Duce de Teschen (1771-1847) și a Prințesei Henrietta de Nassau-Weilburg. A fost bunicul matern al regelui Alfonso al XIII-lea al Spaniei.
Fiu al "eroului de la Aspern" și-a început cariera militară la regimentul de infanterie nr. 57 din Brno. Mai târziu a primit comanda unei brigăzi în Italia și a luptat împotriva insurgenților la Praga în 1848.
În 1859 a fost general în Moravia și Silezia și s-a întors la Brno în 1860. A devenit feldmareșal locotenet al armatei austriece.

## Căsătorie și copii
La 18 aprilie 1854, la Viena, Karl Ferdinand s-a căsătorit cu verișoara sa primară, Elisabeta Franziska (1831–1903), arhiducesă de Austria, văduva lui Ferdinand, arhiduce de Austria-Este și duce de Modena (1821–1849) și fiica Arhiducelui Joseph, Palatin al Ungariei.
Împreună au avut șase copii: 
1. Arhiducele Franz Joseph de Austria-Teschen (1855-1855)
2. Arhiducele Friedrich de Austria, Duce de Teschen (1856-1936), comandant suprem al armatei austro-ungare în timpul Primului Război Mondial.
3. Arhiducesa Maria Christina de Austria-Teschen (1858-1929), căsătorită cu regele Alfonso al XII-lea al Spaniei
4. Arhiducele Charles Stephen de Austria-Teschen (1860-1933), amiral
5. Arhiducele Eugen de Austria-Teschen (1863-1954), feldmareșal
6. Arhiducesa Maria Eleonora de Austria-Teschen (1864-1864)